# Unione Sportiva Milanese 1913-1914
Questa pagina raccoglie i dati riguardanti l'Unione Sportiva Milanese nelle competizioni ufficiali della stagione 1913-1914.

## Organigramma societario
Area direttiva
- Presidente: Angelo Cordano
- Vicepresidente: Leonardo Acquati
- Delegati Federali: rag. Arturo Baraldi (F.I.G.C.).
- Sede: Via Solferino 2, Milano.
- Campo: "U.S.M." Via Calabria angolo Via Stelvio.

Area organizzativa
- Segretario: Celso Morbelli
- Cassiere: Emilio Roncoroni

Area tecnica
- Responsabile della Sezione Calcio: Arturo Baraldi
- Allenatore: Arturo Baraldi

## Rosa
| N. |                   | Ruolo | Calciatore               |
| -- | ----------------- | ----- | ------------------------ |
|    | Italia (bandiera) | A     | Giannino Ballerini       |
|    | Italia (bandiera) | A     | Arturo Boiocchi          |
|    | Italia (bandiera) | D     | Cesare Boldorini (I)     |
|    | Italia (bandiera) | C     | Alberto Bruciamonti (II) |
|    | Italia (bandiera) | D     | Ezio Burba               |
|    | Italia (bandiera) | A     | Gualtiero Canetta        |
|    | Italia (bandiera) | C     | Antenore Carrara         |
|    | Italia (bandiera) | A     | Francesco Cavallini      |
|    | Italia (bandiera) | P     | Mario De Simoni          |

| N. |                   | Ruolo | Calciatore            |
| -- | ----------------- | ----- | --------------------- |
|    | Italia (bandiera) | A     | Luigi Ghezzi (I)      |
|    | Italia (bandiera) | C     | Umberto Ghezzi (II)   |
|    | Italia (bandiera) | A     | Artorige Maggi        |
|    | Italia (bandiera) | D     | Amilcare Pizzi (I)    |
|    | Italia (bandiera) | A     | Felice Pizzi (II)     |
|    | Italia (bandiera) | A     | Francesco Soldera (I) |
|    | Italia (bandiera) | A     | Giuseppe Soldera (II) |
|    | Italia (bandiera) | A     | Angelo Ugazio         |
|    | Italia (bandiera) | D     | Luigi Zappa           |

## Risultati

### Prima Categoria
| Arbitro: | Rietmann (Milano) |

|  |           |                                                                       |
|  | Marcatori | 22’, 40’, 56’, 78’ Maggi 24’ Pizzi II 61’, 70’ Carrera 76’ Soldera II |

| Arbitro: | Lazzarini |

|                                       |           |            |
| Maggi 15’ Soldera II 75’ Boiocchi 76’ | Marcatori | 23’ Piacco |

| Arbitro: | Moda (Milano) |

|                              |           |  |
| Boiocchi 6’ Maggi 60’ (rig.) | Marcatori |  |

| Arbitro: | Terzuolo |

|  |           |                                   |
|  | Marcatori | 5’ (rig.) Boiocchi 10’ Soldera II |

| Arbitro: | Cattaneo (Milano) |

|                |           |  |
| De Martino 89’ | Marcatori |  |

| Arbitro: | Cattaneo |

|             |           |           |
| ? 11’ Maggi | Marcatori | Boschetti |

| Arbitro: | Pedroni |

|  |           |                                                            |
|  | Marcatori | 35’ Bavastro 37’ Aebi 70’, 77’ Cevenini I 82’ Cevenini III |

| Arbitro: | Pedroni |

|                                               |           |  |
| Boglietti I 46’, 87’ Giriodi 77’ Dalmazzo 82’ | Marcatori |  |

| Arbitro: | Calì (Genova) |

|               |           |          |
| Soldera II 7’ | Marcatori | 81’ Lana |

| Arbitro: | Crivelli (Milano) |

|                  |           |  |
| Maggi 62’ (rig.) | Marcatori |  |

| Arbitro: | Cattaneo (Milano) |

|            |           |                  |
| Piacca 82’ | Marcatori | 20’ (aut.) Baldi |

| Arbitro: | Moda (Milano) |

|                  |           |                   |
| Bellosi 22’, 36’ | Marcatori | 50’ (rig.) Piatti |

| Milano 25 gennaio 1914 13ª giornata | US Milanese | 0 – 0 | Como | \| Arbitro: \| Trinchieri \| |
| Arbitro:                            | Trinchieri  |       |      |                              |

| Arbitro: | Bianchi (Milano) |

|                                                |           |                  |
| Maggi 3’, 6’, 11’, 19’, 68’ (rig.) Ferraro 72’ | Marcatori | 56’ (rig.) Maggi |

| Arbitro: | Moda |

|                |           |                                        |
| Caimi 38’, 60’ | Marcatori | 10’ Maggi 22’ Degradi 82’ (aut.) Caimi |

| Arbitro: | Bellini |

|                              |           |                      |
| Cevenini I 15’ Aebi 75’, 85’ | Marcatori | 35’ (rig.) Cavallini |

| Milano 22 febbraio 1914 17ª giornata | US Milanese | 0 – 0 | Juventus | \| Arbitro: \| Gotzloff \| |
| Arbitro:                             | Gotzloff    |       |          |                            |

| Arbitro: | Colombo (Milano) |

|              |           |                |
| Avanzini 37’ | Marcatori | 85’ Boiocchi I |